# Luis Ignacio Rois Alonso
Luis Ignacio Rois Alonso (ur. 12 kwietnia lub 4 grudnia 1963 w Madrycie) – hiszpański duchowny katolicki, zakonnik, oblat, przełożony generalny tego zgromadzenia.

## Życiorys
Od 1982 jest członkiem zgromadzenia oblatów (śluby wieczyste złożył w 1985). Sakrament święceń kapłańskich przyjął 21 maja 1989 (lub 21 maja 1988). Pracował jako trener duszpasterstwa młodzieżowego hiszpańskich oblatów. W latach 2000–2004 był prowincjałem na Hiszpanię, a potem został mianowany Radcą Generalnym Europy. Po dwunastu latach złożył rezygnację i został przeniesiony do obecnej Prowincji Śródziemnomorskiej. Od 2017 do 2022 pracował w Misji Sahara Zachodnia (od 2019 był tam przełożonym misji). 29 września 2022 wybrano go w Nemi na urząd przełożonego generalnego zgromadzenia oblatów, jako 13. następcę św. Eugeniusza. Kadencja trwa sześć lat. W początku grudnia 2022 odwiedził Polskę i Ukrainę.